# 近藤芳久
近藤 芳久（こんどう よしひさ、1965年9月7日 - ）は、秋田県山本郡三種町出身の元プロ野球選手（投手）。

## 経歴
能代市立商業高では、2年夏県大会で6回参考記録ながらノーヒットノーランを達成。1983年夏の甲子園秋田県予選準決勝に進出するが、金足農業高にコールド負けを喫する。
高校卒業後は、社会人野球の東芝に進み、菊池総、三原昇らの先発陣をリリーフとして支える。1987年には全日本メンバーに選ばれた。1988年の日本選手権では、2回戦の日本たばことの対戦で勝利投手となり、チームの初優勝に貢献。他のチームメートに南渕時高、丹波健二らがいた。
1988年のプロ野球ドラフト会議で広島東洋カープから4位指名を受け入団。
1989年より一軍登板を果たす。
1991年になると一軍に定着し中継ぎとして起用される。
1993年にはリーグ最多の60試合に登板した。
1994年には先発も兼ね巨人戦4勝を含む11勝を記録。同年以降は、先発と中継ぎの併用で起用される。
1997年、無償トレードで井上祐二と共に千葉ロッテマリーンズに移籍。ロッテ時代は貴重な中継ぎとして活躍した。
1999年限りで現役を引退。
現役引退後は、スカウトとして広島に戻った。北海道・東北地区を担当し、石原慶幸、中村恭平、伊東昂大、大道温貴らの獲得に関わった。

## プレースタイル・人物
『近ちゃんボール（速めの縦カーブ。達川光男が命名）』と呼ばれた変化球を持っていた。他にはスライダー、フォークも武器とした。
ロッテ移籍後、1998年7月7日にグリーンスタジアム神戸で行われた対オリックス戦で、ロッテが日本プロ野球ワースト新記録となる17連敗目を喫した際、延長12回裏にオリックスの広永益隆にサヨナラ満塁本塁打を打たれたのが近藤であった（なお、敗戦投手は藤田宗一）。
投球後にズボンのベルトが切れて交換したが、次の1球を投げるとまた切れてしまい、1イニングに2度交換したことがある。これは後にバラエティ番組で紹介され、そのとき同僚の黒木知宏は「甘いものばかり食べているから…」と語っている。
盗塁を阻止しようとしたキャッチャー・吉鶴憲治の二塁への送球が低めに外れ、マウンドにいた近藤の尻を直撃したことがある。さらに直後交代した河本育之がダイエーの吉永幸一郎にサヨナラホームランを打たれ敗戦投手となった。これも後にバラエティ番組で紹介され、「ついてないで賞」を受賞した。
地元秋田で勝利を飾りヒーローインタビューを受けた時、観客から「秋田弁でしゃべれー」と言われ苦笑いをしていた。

## 詳細情報

### 年度別投手成績
| 年 度      | 球 団      | 登 板 | 先 発 | 完 投 | 完 封 | 無 四 球 | 勝 利 | 敗 戦 | セ 丨 ブ | ホ 丨 ル ド | 勝 率 | 打 者 | 投 球 回 | 被 安 打 | 被 本 塁 打 | 与 四 球 | 敬 遠 | 与 死 球 | 奪 三 振 | 暴 投 | ボ 丨 ク | 失 点 | 自 責 点 | 防 御 率 | W H I P |
| ---------- | ---------- | ----- | ----- | ----- | ----- | -------- | ----- | ----- | -------- | ----------- | ----- | ----- | -------- | -------- | ----------- | -------- | ----- | -------- | -------- | ----- | -------- | ----- | -------- | -------- | ------- |
| 1989       | 広島       | 4     | 0     | 0     | 0     | 0        | 0     | 0     | 0        | --          | ----  | 32    | 7.2      | 5        | 1           | 4        | 0     | 1        | 5        | 0     | 0        | 2     | 2        | 2.35     | 1.17    |
| 1990       | 広島       | 2     | 0     | 0     | 0     | 0        | 0     | 0     | 0        | --          | ----  | 7     | 1.2      | 1        | 1           | 1        | 0     | 0        | 1        | 0     | 0        | 1     | 1        | 5.40     | 1.20    |
| 1991       | 広島       | 29    | 0     | 0     | 0     | 0        | 2     | 3     | 3        | --          | .400  | 199   | 48.2     | 38       | 5           | 24       | 2     | 1        | 35       | 1     | 0        | 18    | 17       | 3.14     | 1.27    |
| 1992       | 広島       | 15    | 0     | 0     | 0     | 0        | 0     | 0     | 0        | --          | ----  | 94    | 22.1     | 18       | 3           | 9        | 2     | 1        | 16       | 1     | 0        | 12    | 11       | 4.43     | 1.21    |
| 1993       | 広島       | 60    | 0     | 0     | 0     | 0        | 3     | 0     | 2        | --          | 1.000 | 355   | 84.1     | 60       | 10          | 43       | 4     | 2        | 74       | 3     | 0        | 38    | 29       | 3.09     | 1.22    |
| 1994       | 広島       | 40    | 18    | 4     | 1     | 0        | 11    | 6     | 0        | --          | .647  | 581   | 137.1    | 128      | 16          | 52       | 5     | 1        | 88       | 3     | 0        | 60    | 54       | 3.54     | 1.31    |
| 1995       | 広島       | 22    | 16    | 0     | 0     | 0        | 6     | 4     | 0        | --          | .600  | 431   | 98.1     | 106      | 14          | 38       | 3     | 6        | 50       | 1     | 0        | 49    | 44       | 4.03     | 1.46    |
| 1996       | 広島       | 15    | 8     | 0     | 0     | 0        | 2     | 3     | 0        | --          | .400  | 232   | 50.0     | 55       | 8           | 31       | 2     | 1        | 36       | 0     | 0        | 38    | 32       | 5.76     | 1.72    |
| 1997       | ロッテ     | 45    | 0     | 0     | 0     | 0        | 4     | 2     | 2        | --          | .667  | 238   | 57.0     | 46       | 5           | 24       | 1     | 3        | 50       | 2     | 1        | 27    | 26       | 4.11     | 1.23    |
| 1998       | ロッテ     | 26    | 0     | 0     | 0     | 0        | 0     | 2     | 0        | --          | .000  | 141   | 31.0     | 36       | 4           | 12       | 1     | 0        | 27       | 2     | 0        | 20    | 18       | 5.23     | 1.55    |
| 1999       | ロッテ     | 27    | 0     | 0     | 0     | 0        | 2     | 1     | 0        | --          | .667  | 138   | 33.2     | 27       | 5           | 9        | 0     | 1        | 28       | 0     | 1        | 18    | 15       | 4.01     | 1.07    |
| 通算：11年 | 通算：11年 | 285   | 42    | 4     | 1     | 0        | 30    | 21    | 7        | --          | .588  | 2448  | 572.0    | 520      | 72          | 247      | 20    | 17       | 410      | 13    | 2        | 283   | 249      | 3.92     | 1.34    |

- 各年度の太字はリーグ最高

### 記録
- 初登板：1989年5月18日、対阪神タイガース戦（広島市民球場）、3回表から救援登板、3回無失点
- 初勝利：1991年5月23日、対中日ドラゴンズ戦（岐阜）、7回2死から救援登板、2回1/3を1失点
- 初セーブ：1991年5月26日、対阪神タイガース戦（阪神甲子園球場）、7回裏から救援登板、3回無失点・完了
- 初完投：1994年6月25日、対ヤクルトスワローズ戦（札幌円山球場）、被安打5 奪三振2 四死球5
- 初完封：1994年7月8日、対読売ジャイアンツ戦（広島市民球場）、被安打7 奪三振4 四死球1

### 背番号
- 29（1989年 - 1999年）